# Hildebold van Münster
Hildebold (ook  Hildbold) (overleden 969) was van 941-969 de negende bisschop van Münster. Over zijn werk in het bisdom is weinig bekend. Politiek gezien was hij een aanhanger van keizer Otto I de Grote (912-973).

## Leven
Hij stamde uit een adellijke Frankische familie, die ook goederen in het hertogdom Saksen bezat. Over zijn jonge jaren is niets bekend. Hildebold dankte zijn benoeming tot bisschop aan zijn verwantschap met de Liudolfingen. Tijdens zijn bewind stond hij daarom dus altijd in nauwe relatie met keizer Otto I.
Ook over de maatregelen die in het bisdom trof bestaan nauwelijks gegevens. Hij zou de dom van Münster een met goud en gemmen versierde missaal hebben geschonken. De schaarse gegevens tonen aan dat de relatie tussen de bisschop en het Domkapittel van Münster goed was.
Hildebold speelde een belangrijke rol in het beleid van Heilige Roomse Rijk. Hij nam in 947 deel aan de Synode van Verdun, die onder andere het conflict tussen  Hugo van Vermandois en Artald om het aartsbisdom Reims moest beëindigen. Nadat de onderhandelingen mislukt waren, behoorde Hildebold tot die geestelijken die een voorlopige beslissing namen ten gunste van Artald.
In het jaar 948 werd de Universele Synode van Ingelheim gehouden om het geschil te beslechten; onder de aanwezigen waren gezanten van de paus, keizer Otto I, Lodewijk IV van Frankrijk en bijna alle Duitse bisschoppen, waaronder Hildebold. Ook bij de Synode van Mousson in hetzelfde jaar, waarbij de Franse en Duitse bisschoppen aanwezig waren, was Hildebold aanwezig. Van de aanwezige bisschoppen werd hij als eerste genoemd.
Hij was een van de hoge geestelijken op wiens advies keizer Otto I in 950 het Stift Enger in zijn bescherming nam en kerkelijke immuniteit verleende. Dit stift was door Otto's moeder, Mathilde van Ringelheim, gesticht.
In het jaar 953 nam Hildebold deel aan een bijeenkomst in Aken van koningsgezinde geestelijken en edelen uit Lotharingen. Mogelijkerwijs werd op die bijeenkomst Otto's broer Bruno tot aartsbisschop van Keulen en tot hertog van Lotharingen verheven. Korte tijd later benoemde Hildebold in de dom van Keulen de uit Verona verdreven Rather als bisschop van Luik.
Over de daaropvolgende jaren zijn er weinig aanwijzingen. Aan de tocht naar Rome en de kroning tot keizer van Otto I in Rome heeft hij waarschijnlijk niet deelgenomen. Pas na Otto's terugkeer uit Italië, treft men Hildebolds naam weer in de omgeving van Otto aan.
Het bronnenmateriaal met betrekking tot Hildebold en zijn doen en laten is gering. Het beperkt zich tot de Münsterse bisschopskroniek en een paar andere vermeldingen.